# Champvent
Champvent es una comuna suiza del cantón de Vaud, situada en el distrito de Jura-Nord vaudois. 

Castillo de Champvent.

## Historia
La primera mención del lugar tuvo lugar en 1011 bajo el nombre de Canvent, en 1013 como Canventum, y en 1228 Chanvent. La comuna formó parte hasta el 31 de diciembre de 2007 del distrito de Yverdon, círculo de Champvent. Desde el 1 de enero de 2012 incluye los territorios de las antiguas comunas de Essert-sous-Champvent y Villars-sous-Champvent tras su fusión con estas.

## Geografía
La nueva comuna limita al norte con las comunas de Vuiteboeuf y Valeyres-sous-Montagny, al noreste con Essert-sous-Champvent, al este con Montagny-près-Yverdon y Chamblon, al sur con Suscévaz y Mathod, al suroeste con Rances, y al oeste con Baulmes.

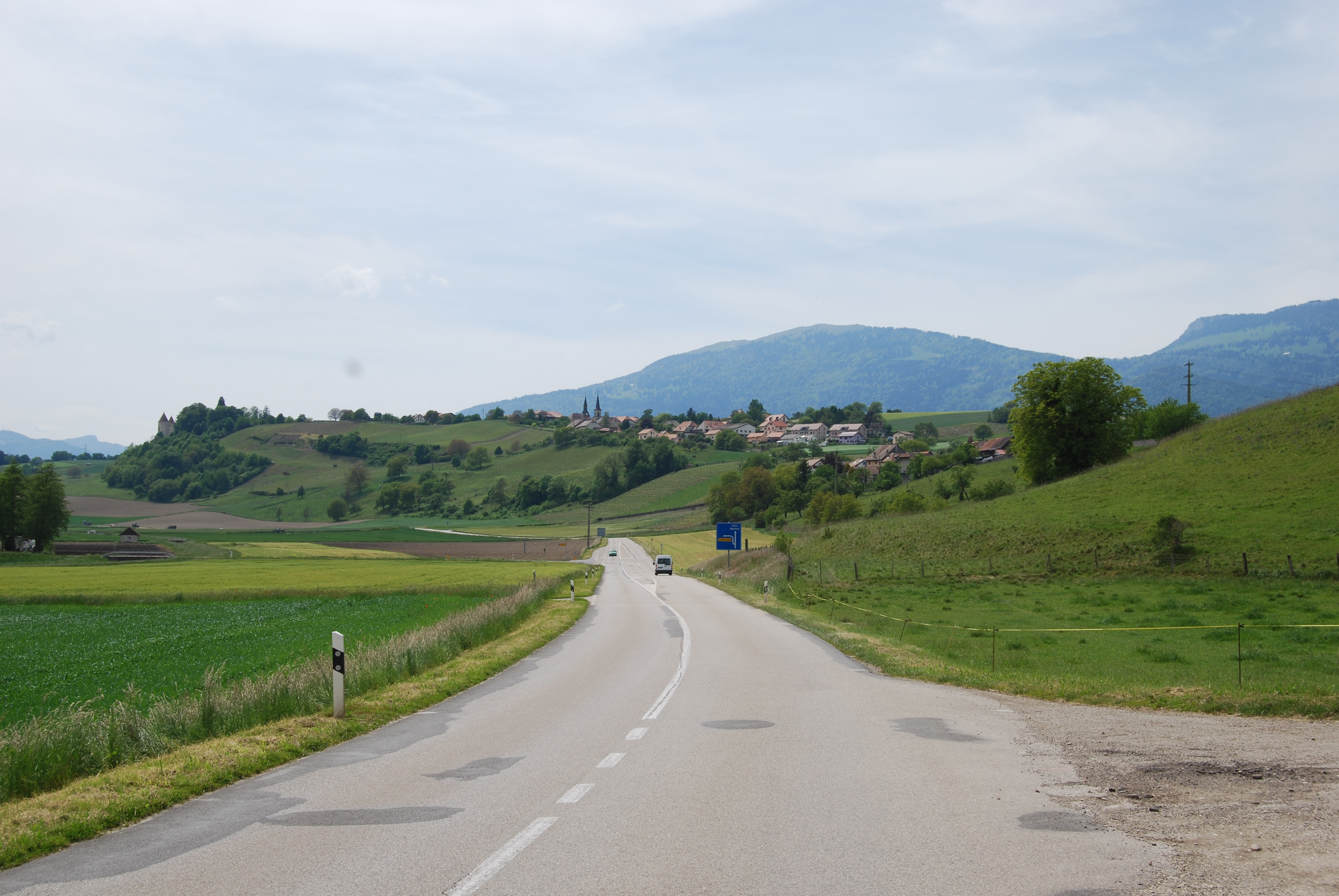
Champvent